# 林奕華 (臺灣)
林奕華（1968年10月21日—），中華民國政治人物，中國國民黨籍，現任臺北市副市長，曾任兩屆立法委員、國民黨革命實踐研究院院長。1998年起連任四屆臺北市議會議員；2010年以全國最高票順利連任。不過之後轉任臺北市政府教育局局長、新北市政府教育局局長，是首位曾任雙北教育局局長者。2018年遞補全國不分區立法委員；2020年參選臺北市第六選舉區立委並順利當選；2022年臺北市市長選舉時擔任蔣萬安競選總幹事，並在其當選後被延攬擔任副市長，2023年2月3日就任。

## 早年生涯
林奕華大學時期曾任第三屆國立臺灣大學學生會會長，她在第三屆會長選舉的競爭對手為辜國瑭（大陸社）、汪平雲（大新社）、孫智綺（無社團），而她自己的社團背景為國民黨在臺大分支祕密團體「覺民學會」。由於是次選舉校內親綠營的異議性社團分裂參選，讓藍營出身的林奕華坐收漁利，故此她也是臺大學生會改制後第一個當選會長的中國國民黨黨員。
因為擔任第三屆台大學生會會長，加上畢業後受到老師的引薦，在連家的連震東文教基金會做事，使林奕華成為彼時國民黨積極培植的新生代政治人物。根據促轉會彙整的「校園安定系統之佈建運用情形」名冊，編號A2是「女性、政治系四年級、學生會長」，對照當年的時代背景顯示林奕華是國民黨政府安放在台灣大學內的線民。（早年台大學生會長中，僅有兩名會長為政治系出身，但羅文嘉為男性，故只有林奕華符合情治細胞名單描述之條件。）報告指出，林奕華「深具向心力還隨時舉報動態」，曾向情治單位反映校安動態25件。

## 從政生涯

### 第8至11屆台北市議員
林奕華自1998年第八屆起連續連任四屆台北市議員。林奕華在決定參選台北市議員的時候，宣傳口號上打的是時任臺北市市長馬英九「小馬哥的師妹」。議員期間經媒體評鑑為議員第一名。
2010年競選連任時成為該屆選舉台北市議員最高票者。

### 台北市政務官
2013年9月，因原本臺北市政府教育局局長丁亞雯辭職，台北市長郝龍斌邀請林奕華接任局長，任命自2013年10月1日起生效，繼其父林昭賢後，出任台北市教育局長。2014年12月，郝龍斌台北市長任期屆滿後，林奕華也隨之卸任。
2015年1月，朱立倫當選國民黨主席，任命林奕華擔任文傳會主委。曾指出陳菊砲打馬英九政府是為了掩蓋高雄市負債全台第一、就業機會減少、人口外流的施政成績。

### 新北市政務官及立法委員
2017年擔任新北市教育局局長。
2018年11月因張麗善辭職參選雲林縣長，其不分區立委席次缺額由林奕華遞補。
2019年5月17日，林奕華和國民黨內的青壯派立委李彥秀、柯志恩、蔣萬安、陳宜民、許毓仁、許淑華等7人，基於人權保障的普世價值，支持行政院提出的司法院釋字第七四八號解釋施行法版本。

### 蔣萬安競選總部總幹事及台北市副市長
2022年7月25日，林奕華出任年底九合一大選國民黨台北市長參選人蔣萬安競選總部總幹事，並於蔣萬安當選後獲邀擔任台北市副市長，不過，林奕華表示將延後至2023年2月上任，以避免需要舉行立委懸缺的補選。
擔任2025年夏季世界壯年運動會執行委員會主任委員。

## 選舉紀錄[23]
| 年度 | 選舉屆數               | 選舉區                                 | 所屬政黨   | 得票數    | 得票率 | 當選標記 | 備註 |
| ---- | ---------------------- | -------------------------------------- | ---------- | --------- | ------ | -------- | ---- |
| 1998 | 第八屆臺北市議員選舉   | 臺北市第六選舉區                       | 中國國民黨 | 16,399    | 5.28%  |          |      |
| 2002 | 第九屆臺北市議員選舉   | 臺北市第六選舉區                       | 中國國民黨 | 26,767    | 9.21%  |          |      |
| 2006 | 第十屆臺北市議員選舉   | 臺北市第六選舉區                       | 中國國民黨 | 33,568    | 12.25% |          |      |
| 2010 | 第十一屆臺北市議員選舉 | 臺北市第六選舉區                       | 中國國民黨 | 37,198    | 12.38% |          |      |
| 2016 | 第九屆立法委員選舉     | 全國不分區及僑居國外國民立法委員選舉區 | 中國國民黨 | 3,280,949 | 26.91% | 遞補當選 |      |
| 2020 | 第十屆立法委員選舉     | 臺北市第六選舉區                       | 中國國民黨 | 93,785    | 52.41% |          |      |

## 爭議
2022年12月新任台北市長蔣萬安邀請林奕華出任台北市副市長，但林奕華決定延至2023年2月才要辭去立委職務出任台北市副市長，以此規避立委補選的問題，此舉亦造成臺北市第六選舉區將有一年時間無中央民代服務的情況而引發爭議。
2024年2月29日,台北市副市長林奕華擔任立委期間的辦公室前主任林廷霖強拉女志工進雜物間性侵，事後還曾下跪道歉，被判刑3年10月定讞；民事部分，女志工請求賠償600萬元，一審判林奕華、林廷霖應連帶賠償200萬餘元；案件上訴，台灣高等法院今改判林奕華、林廷霖應連帶賠償123萬餘元確定。

## 軼事
2019年12月10日，同婚運動先驅祁家威10日晚間於Facebook開直播時，表示林奕華幫助同志解決很多事情，即便是半夜1點多，她也會到現場解決。立法院5月17日表決同婚專法那天，國民黨投下7票同意票，有很多是林奕華說服出來的。

## 外部連結
- 林奕華的Facebook專頁